# Jerry Smith
Pour les articles homonymes, voir Smith.
Jerry Smith, né le 26 septembre 1987 à Wauwatosa au Wisconsin, est un joueur américain de basket-ball. Il évolue aux postes de meneur et d'arrière. 

## Palmarès
- Supercoupe d'Italie 2012
- All-NBDL Third Team 2012